# دوروثي روبرتس
دوروثي روبرتس (بالإنجليزية: Dorothy Roberts)‏ هي محامية أمريكية، ولدت في 8 مارس 1956 في شيكاغو في الولايات المتحدة.